# Advanced Drug Delivery Reviews
Advanced Drug Delivery Reviews (abrégé en Adv. Drug Deliv. Rev.) est une revue scientifique à comité de lecture qui publie des articles de revue spécialisés dans tous les aspects de la recherche concernant la découverte et le développement des médicaments.
D'après le Journal Citation Reports, le facteur d'impact de ce journal était de 15,038 en 2014. Actuellement, la direction de publication est assurée par H. Ghandehari (University of Utah, États-Unis).